# セントラル・オレゴン・コミュニティ・カレッジ
セントラル・オレゴン・コミュニティ・カレッジ（Central Oregon Community College、略称：COCC）は、アメリカ合衆国オレゴン州ベンドにあるコミュニティ・カレッジ。デシューツ郡及びジェファーソン郡の住民に教育を提供している。